# Őskori művészet

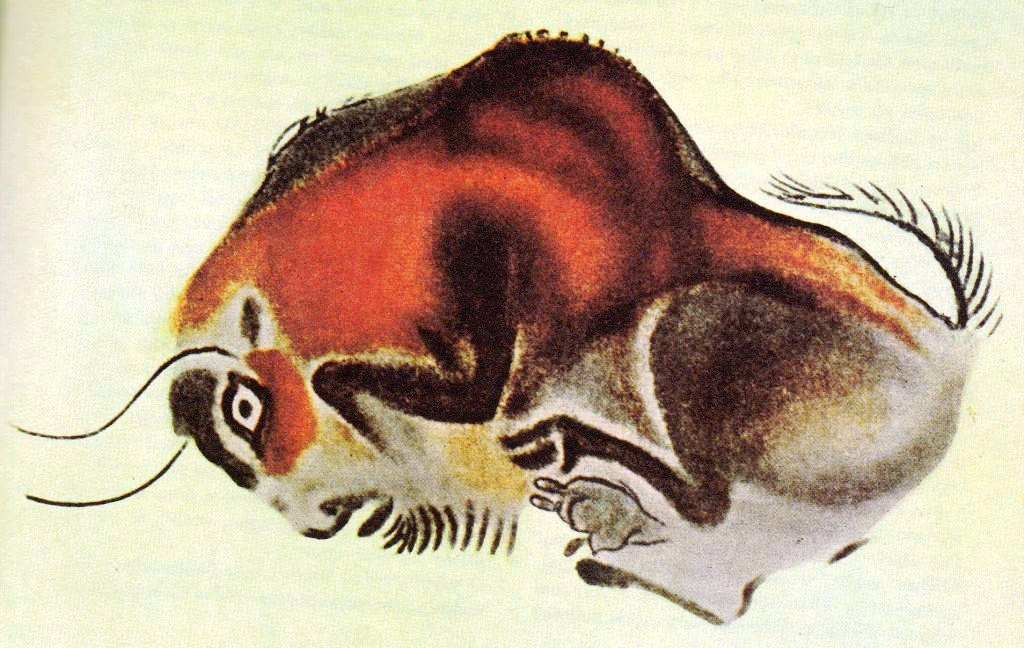
Ősi festmény a spanyolországi Altamira-barlangban

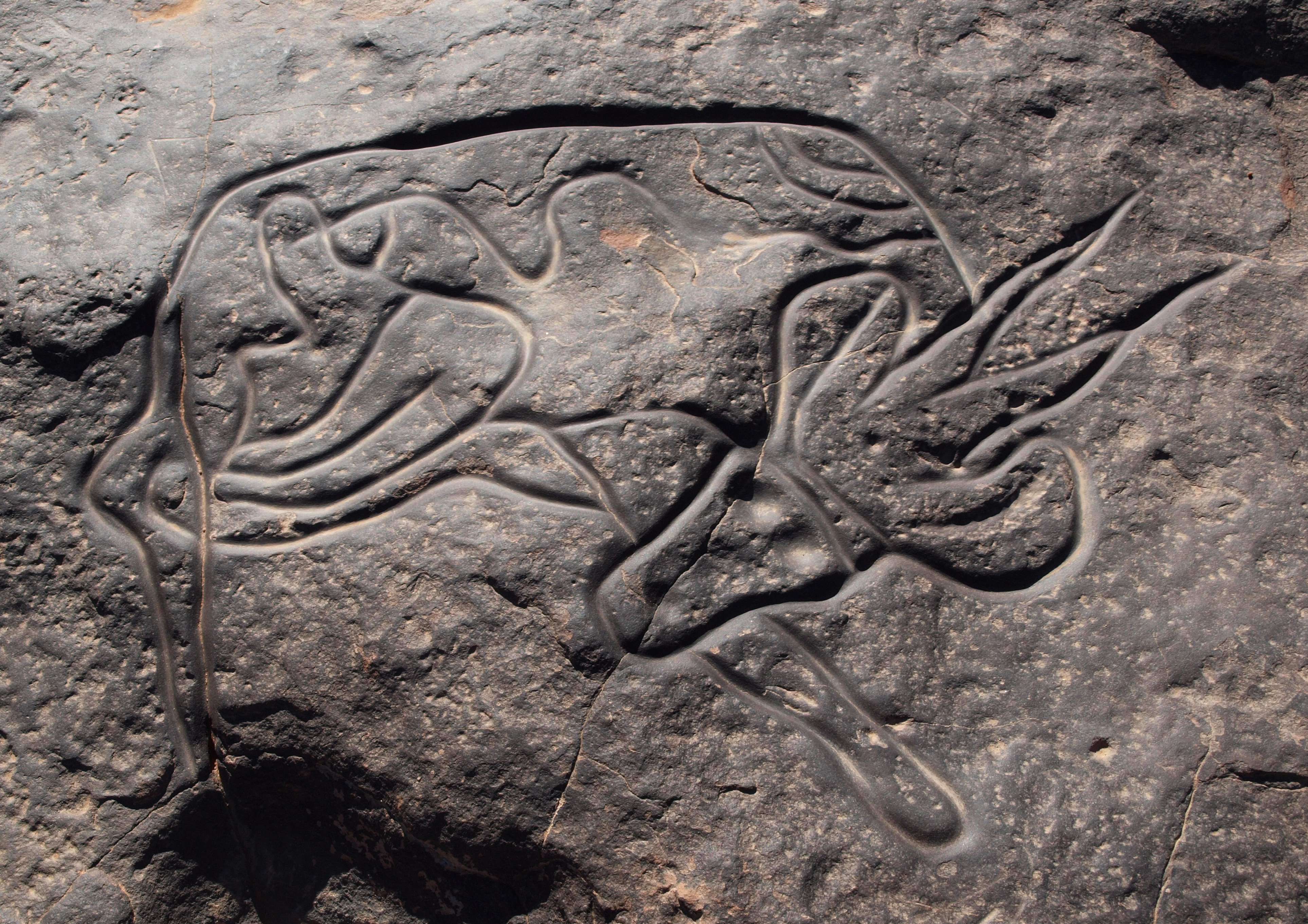
Alvó antilop. Ősi dombormű a Szahara mélyén

Az őskőkori művészet az emberiség fejlődéstörténetének része. Az eddig előkerült legkorábbi művészeti alkotások viszonylag fiatalnak tekinthetők, mivel 30 000 évvel ezelőtt készülhettek.

## Őskőkor (paleolitikum)
Az emberiség hosszú fejlődéstörténetében a művészet viszonylag fiatal jelenség. Az ember által készített első szerszámok mintegy 600 000 évvel ezelőtt keletkeztek, az eddigi ismert legkorábbi művészeti alkotások pedig körülbelül 30 000 éve, az őskőkorszak (paleolitikum) vége felé, a legutóbbi jégkorszakban keletkeztek.
Az őskőkori művész, akinek csoportja gyűjtögetéssel, halászattal és vadászattal teremtette elő táplálékát, azért készített szobrokat, rajzolt és festett, hogy a mágikus cselekményekkel, a zenével és tánccal együtt a maga javára fordítsa a természeti jelenségeket. A 15 000-10 000 évvel ezelőtti korszakból szép számban maradtak fenn agyagból, puhább kőből, mamutagyarból készült szobrok, domborműves, vésett táblák, barlangrajzok, és -festmények.

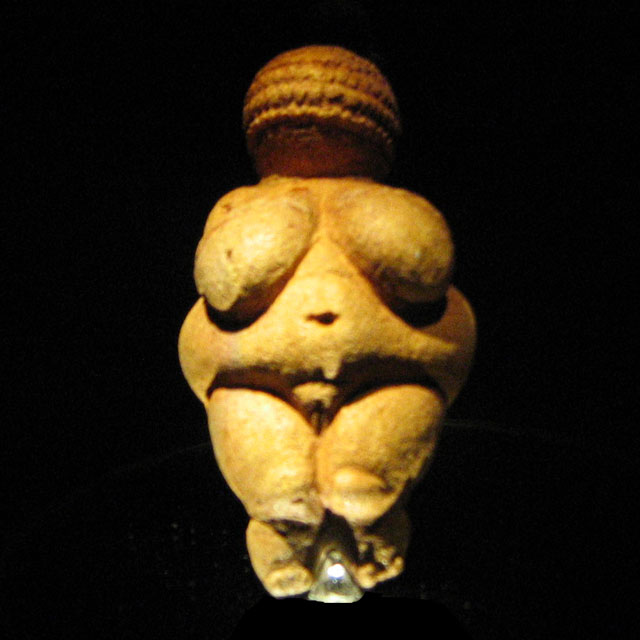
Willendorfi vénusz (termékenységi szobor)

A szobrok általában női figurák. A termékenységre utaló testrészek nagyobbak, a fej és a végtagok pedig kisebbek. Ezek az istenanya-szobrocskák sok nemzedék művészetében hosszú ideig jelen voltak. Kis méretűek, kb. 10 cm magasak. A legtöbbet az Atlanti-óceán környékén találták, de egészen Ukrajnáig fellelhetők. Legismertebb az Ausztriában talált willendorfi vénusz és a Magyarországon előkerült kökénydombi vénusz. Ezek a szobrok bálványok voltak, a nőt nagy tisztelet övezte, a vadászat titokzatos oltalmazójának tekintették. A szobrok kisebb számban ábrázolnak férfiakat is. Arcokat nem ábrázoltak.

### Rajzok, festmények
Barlangokban, sziklákon is találtak rajzokat, elterjedési területük Andalúziától egészen a Bajkál-tóig terjedt, a legsűrűbben a jelenlegi Franciaország és Spanyolország területén fordulnak elő. Magyarországon Szeleta településen találtak barlangrajzot. A festő, aki eredetileg varázsló is volt, az alap repedéseire földből és zsírból, mint kötőanyagból készült festékkel festett.
A képek általában olyan állatokat ábrázolnak, amelyekre az őskori ember vadászott. Ezek az állatok gyakran csoportosan, sebesülten vagy elpusztultan jelennek meg, főleg bölények, orrszarvúak, mamutok, őstulkok és lovak, leggyakrabban pedig rénszarvasok. A képek a formák és mozdulatok alapos megfigyeléséről tanúskodnak.
A spanyolországi Altamira-barlang  egyik helyiségének mennyezetén kb. harminc bölényt festettek le. Az állat erejét, harciasságát masszív, széles nyaka fejezi ki. Azzal, hogy a szélek barna kontúrja és a belső részek vöröse, a sötét és világos színek váltakoznak, a művésznek sikerült elkülönítenie egymástól a nézőhöz közelebb és távolabb eső részeket, és sejtetnie az állat nagyságát is. Ezek a festmények az ember fennmaradásáért való küzdelmét fejezik ki. A legősibb rajzokon kimagasló szerepe van a kéznek. Ezek nem annyira ábrázolások, hanem lenyomatok agyagban. Olykor a kéz körvonalait sötét festékkel is meghúzták.
Csontrajzain vastagabb vagy vékonyabb lendületes vonalakkal különböző állatok kontúrjait ábrázolta, hattyút, kígyót, nyulat is rajzolt. Az állatábrázolások nem nagyon függnek össze egymással és a térrel. Az ősember nem ábrázolt két vagy három tárgyat egyidejűleg. Az állatalakokat élénken elképzelte, de ha új rajzot alkotott, nem vette figyelembe azokat a rajzokat, melyek már ott voltak a barlang falán. A Gázlón áthaladó szarvasok néven ismert, csontba karcolt rajz is híres. A kis felület kényszeríthette a művészt arra, hogy az agancsos szarvas ábráját közel vigye az elöl haladó állathoz. Annak érzékeltetésére, hogy az egész jelenet vízben játszódik le, óriási halakat rajzolt.
Az ősember megfigyelőképessége felülmúlhatatlan volt. Nemcsak egyes állatok körvonalait, hanem tovasuhanó mozdulataikat is ábrázolta. Feltűnő, hogy egyes karcolatokon az állatoknak nem két pár lábuk van, hanem jóval több, mint ahogy sokkal később a keleti költők hatlábúnak nevezik a lovakat. Egy vidra ábrázolásánál megmutatja gyomrának egész tartalmát, azt a sok halat, melyet a falánk állat elnyelt.

## A neolitikum művészete
Az i. e. 10. évezredben a legutóbbi jégkorszak interglaciális, azaz melegedő periódusa következett, amely máig tart. A jobb éghajlati feltételekkel megváltozott az ősember környezete. Megkezdődött az újkőkorszak, vagyis a neolitikum. A gyűjtögető életformát felváltotta az állattenyésztés és a földművelés, és ezzel együtt a letelepedett életmód. Ekkor alakult ki az agyagművesség. A neolitikum kultúrája a kerámián alapszik. Ilyen például a magyarországi körösi-, bükki-, és tiszai kultúra.

### Agyagtárgyak
Az agyagtárgyakat kézzel formázták, de így, fazekaskorong nélkül is nagyon változatos alakúak keletkeztek. A kultikus és a halotti szertartásokhoz használt tárgyak igen vékony falúak. Az edények dísze általában geometrikus, egyenes vonalakból álló alakzat például háromszög, rombusz, spirál, vagy farkasfog alakú. A díszítés technikája lehetett színezés, pontozás, bekarcolás, ujjal benyomkodás. A bekarcolt díszítőelemhez néha fehér festék is járult, ami kiemelte a mintát az edény sötét hátteréből.

### Szobrászat
E kor szobrászata igen jelentős a Duna mentén, és a Balkánon, az ülő istenanyát ábrázolják, kifejezéstelen arccal, jellegtelen fejjel. A szobrok is egységes stílusjegyeket viselnek magukon, és nagyban különböznek a paleolitikum művészetétől. Az alakok stilizáltak és szinte mértani ábrázolásúak. A természet geometrikus díszítőelemekben jut kifejezésre. Az újkőkori szobrok legtöbbje agyagból készült, a bekarcolt minták pedig ruhákat, ékszereket vagy tetoválást ábrázolnak.

## Fémkorszakok
A rézkor, a bronzkor, és a vaskor idején betetőződött az a folyamat, amely már a neolitikumban elkezdődött, és amely a természetes formáktól való eltávolodással járt. A művészet csaknem teljesen absztrakttá vált, jelekre és szimbólumokra korlátozódott. Kialakult a geometrikus stílus, és ez minden mást kiszorított az agyagedények, ékszerek, fegyverek és harci felszerelések díszítésein. A fémművesség megjelenése háttérbe szorította a termékenység isten-anyjának imádását, és a helyébe a napkultusz lépett. A vésett díszítések a Nap szimbólumai.

## Az építészet kezdetei
Az ebből az időből származó, hatalmas építmények a megalit („megalit” ógörög: „nagy kő”) nevet kapták, mert nagy faragatlan kőtömbökből és kövekből készültek. Általában síremlékek vagy kultikus építmények lehettek, de valódi rendeltetésük nem ismert. Megtalálhatók szinte a világ minden táján, de Angliában és Franciaországban akad belőlük a legtöbb. A megalit emlékek közé tartoznak a menhirek, dolmenek és az összetettebb kőépítmények.

### Menhirek
A menhirek, a függőlegesen felállított kövek szoros kapcsolatban voltak a temetkezésekkel, de nem tekinthetők síremlékeknek. Lehetséges, hogy volt valamilyen ábrázoló jelentőségük is, szimbolikus jelek voltak, melyekben az embernek csak egyetlen jegye fejeződik ki: függőleges testtartása, mely megkülönbözteti az állattól.

### Dolmenek
A dolmenek legtöbbször két függőlegesen felállított kőből állnak, egy rájuk fektetett széles kőlappal. Néha a dolment mind a négy oldalán kőlapok zárják le, sírhalmot is emelhettek fölé. A dolmen az építészet történetében jelentős állomás. Ekkor jutott odáig az ember, hogy anyag feltornyozásával teret határoljon el. A dolmen belső tere volt az ős lelkének titokzatos tartózkodási helye, s gyakran a falakba vágott kis kerek nyílásokkal összeköttetést teremtettek a belső tér és a külvilág között. Ebből az ember számára megközelíthetetlen szentélyből alakult ki az enteriőr.

### Összetett kőépítmények

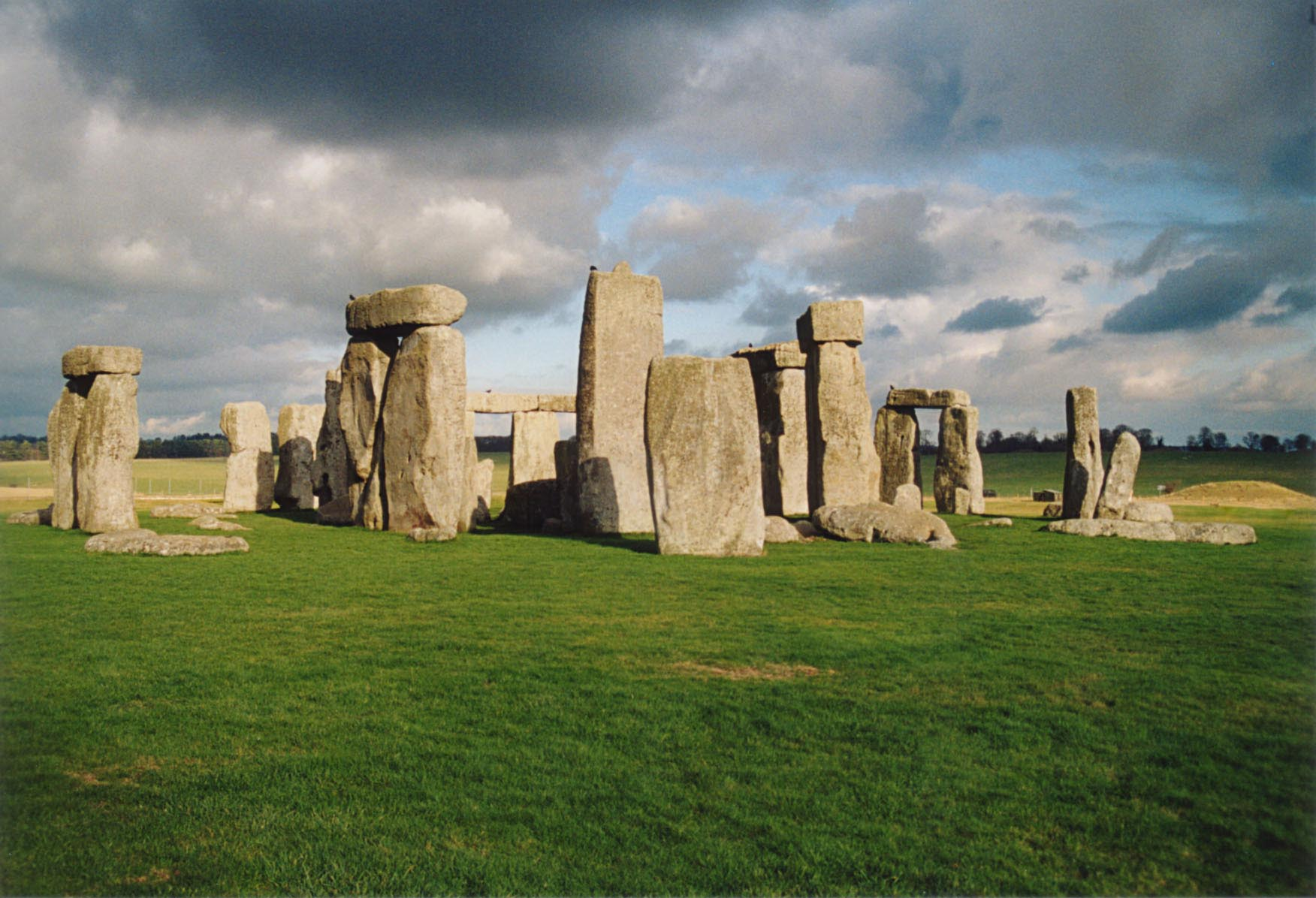
Stonehenge

A szakirodalom ezeket a sok kőtömbből kialakított, jellemzően kör alakú megalit építményeket néha a cromlech szóval jelöli. (Máskor viszont az egyszerű dolmeneket nevezik cromlech-eknek).
Az egyenletes távolságban felállított hatalmas kövek között vonultak el az ősök tiszteletére rendezett szertartások felé haladó körmenetek. Az építészet itt a kultikus cselekedetek szolgálatában állt. A legismertebb összetett megalit építmény az angliai Salisbury közelében található Stonehenge. Durván megmunkált, négyszögletes kőszálakat látunk itt, melyek fedőlappal való lezárását mesterien oldották meg. Az építmény közepén oltár állt, melyet merőlegesen felállított és durva fedőlapokkal lezárt kőtömbök vettek körül. Ezek védőkerítést alkottak. A Nap a napéjegyenlőség idején áthatolt a kerítésen és megvilágította az oltárt, a termékenység és az újév szimbóluma volt.
Málta szigetein a késő neolitikus kultúra fedett templomépületeket (például Ġgantija, Mnajdra) és föld alatti temetkezési helyeket (például Ħal Saflieni Hypogeum) emelt. A templomok alaprajza három vagy öt apszis, lóhere alakban elrendezve. A fennmaradt 20 templom hatalmas kőtömbjei ma is több méter magasan állnak.

## Zene
Valamennyi művészeti ág közül a zene és a tánc az, aminek kezdeteiről a legkevesebbet tudunk. A zene fejlődése az énekléssel kezdődött. A régmúlt kultúrákban valószínűleg szorosan összetartozott a szöveg és a dallam. Az őskori ember a dalokat az emberi hang középső fekvésében, mérsékelt hangerővel adhatta elő. A ritmusnak főszerepe lehetett, énekeit feltehetően lábdobogással és tapsolással kísérte. Ezt később a dobok és csengők, vagyis a legegyszerűbb hangszerek váltották fel. Egy-egy terület énekes és hangszeres stílusa nemigen keveredett egymással. A többszólamúság kialakulása sokáig tartott, az ősi zene valószínűleg ismerte a heterofóniát, melynek jellegzetessége, hogy ugyanazt a dallamot kis eltéréssel adják újra és újra elő. Más kutatók teóriái szerint a kezdetleges hangszeres zene ugyanolyan régi múltra tekint vissza, mint az éneklés. A korai eszközhasználattal egy időben az eszközökkel való tudatos hangkeltés is elkezdődhetett.